# Calitzdorp
Calitzdorp è una cittadina sudafricana situata nel Piccolo Karoo occidentale nella municipalità distrettuale di Eden nella provincia del Capo Occidentale.